# Viaduct van Sint-Martens-Voeren
Het Viaduct van Sint-Martens-Voeren is een spoorbrug bij Sint-Martens-Voeren in de gemeente Voeren in de Belgische provincie Limburg. Het viaduct ligt ten zuiden van de plaats en overspant het Voerdal en het beekje de Voer. De beek komt vanuit het zuiden en stroomt vanaf Sint-Martens-Voeren richting het westen. Zo'n halve kilometer ten zuiden van de brug ligt Sint-Pieters-Voeren. Het viaduct ligt op de Voerlijn of Spoorlijn 24 zoals deze tegenwoordig aangeduid wordt. De Voerlijn verbindt Tongeren met Aken en is een onderdeel van de Montzenroute tussen de haven van Antwerpen en het Duitse Ruhrgebied.
Dit spoorwegviaduct dankt zijn ontstaan aan de Duitse bezetting van België tijdens WO I. Goederenverkeer tussen Duitsland en de haven van Antwerpen was reeds voor de oorlog een aandachtspunt voor Duitsland, België en Nederland. Het eerste trace dat hiervoor uitgetekend werd, was de IJzeren Rijn (Antwerpen-Mönchengladbach). Verschillende politieke en economische belangen verhinderden een intensief gebruik van deze verbinding. Daarom werd in 1903 een contract getekend tussen koning Leopold II en keizer Wilhelm II om een nieuwe verbinding boven Luik aan te leggen.
Op 4 augustus 1914 vielen de Duitsers België binnen. Nederland behield zijn neutraliteit en weigerde Duits spoorverkeer over haar grondgebied. Al in december 1914 werd door luitenant-kolonel Wilhelm Gröner, officier bij de  Eisenbahntruppen (de Duitse militaire spoorweg genietroepen), besloten de Montzenroute te vervolledigen met de Voerlijn. Vooral economische beweegredenen leidden tot de aanleg van de nieuwe spoorlijn.
Om zo zwaar mogelijk goederenverkeer mogelijk te maken moest het tracé zo egaal en zo recht mogelijk gemaakt worden, met enkel ruime bochten. Geen enkele verkeersader, spoor of weg mocht op gelijk niveau worden gekruist. Dit alles betekende grote ingrepen in het glooiende landschap. In totaal bevat de Voerlijn zes grote spoorwegviaducten en nog vele kleinere bruggen en vier tunnels. Voor de sleuven en de verhoogde beddingen werd 7 miljoen m³ grond verplaatst. Op het hoogtepunt van de bouwactiviteiten werkten 12.000 personen aan de spoorlijn. Ongeveer 66% hiervan waren Belgen, ook Duitse en Italiaanse burgers werkten eraan mee. Vanaf 1916 zien we ook Russische krijgsgevangenen op de bouwplaatsen verschijnen.
Elke firma gaf de brug die zij bouwde, een eigen uitstraling. Het spoorwegviaduct van Sint-Martens-Voeren werd gebouwd door de firma Wayss & Freytag uit Neustadt en Haardt, onder toezicht van ingenieur Mörsch. Het viaduct kreeg een neoclassicistische afwerking en heeft een lengte van 250 meter. Op een hoogte van 18 tot 23 meter overspant dit viaduct de vallei van de Voer. Het bestaat uit elf bogen met een spanwijdte van 15 meter en een scharnierboog van 30,80 meter.
In tegenstelling tot de andere viaducten is het spoorweg viaduct van Sint-Martens-Voeren van gewapend beton gemaakt. De techniek om met dit toen nieuwe materiaal te werken, vereiste dat de houten constructies waarin het beton gegoten werd, tot de volledige hoogte van de brug moesten worden opgebouwd. Nadat het beton gehard was, werden ze verwijderd.
In februari 1917 was het eerste spoor klaar. In maart 1918 volgde het tweede spoor. Vanaf het voltooien van het eerste spoor werd de lijn intensief benut. In 1957 werd het spoor voor het laatst voor personenverkeer gebruikt. Tot op vandaag is het een van de drukste goederensporen van België.
Twee kilometer naar het oosten ligt de Tunnel van Veurs die onder het Veursbos doorgaat.

## Galerij

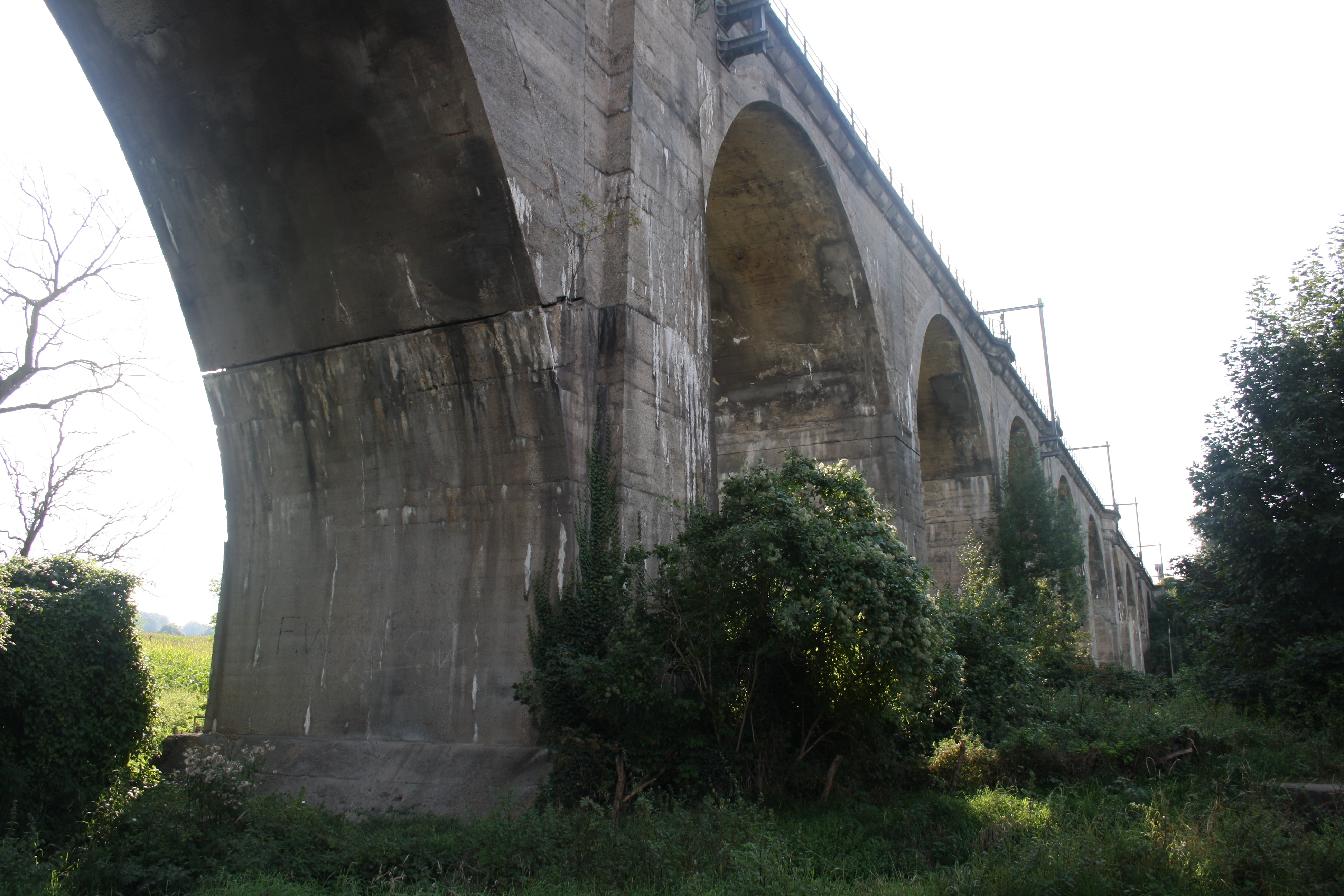
Gezicht op het westen. De scharnierboog is geheel links deels te zien
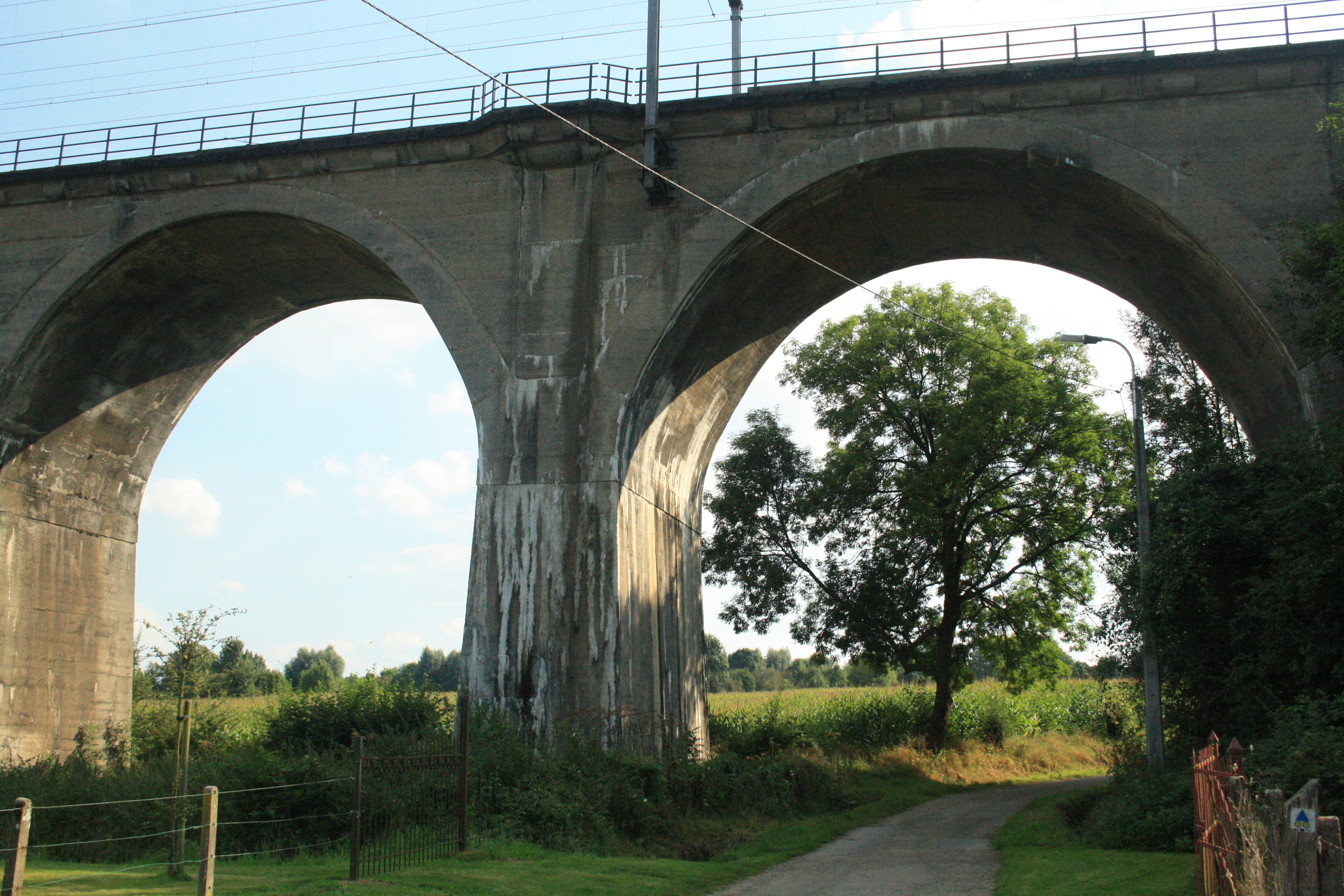
Gezicht op het zuiden
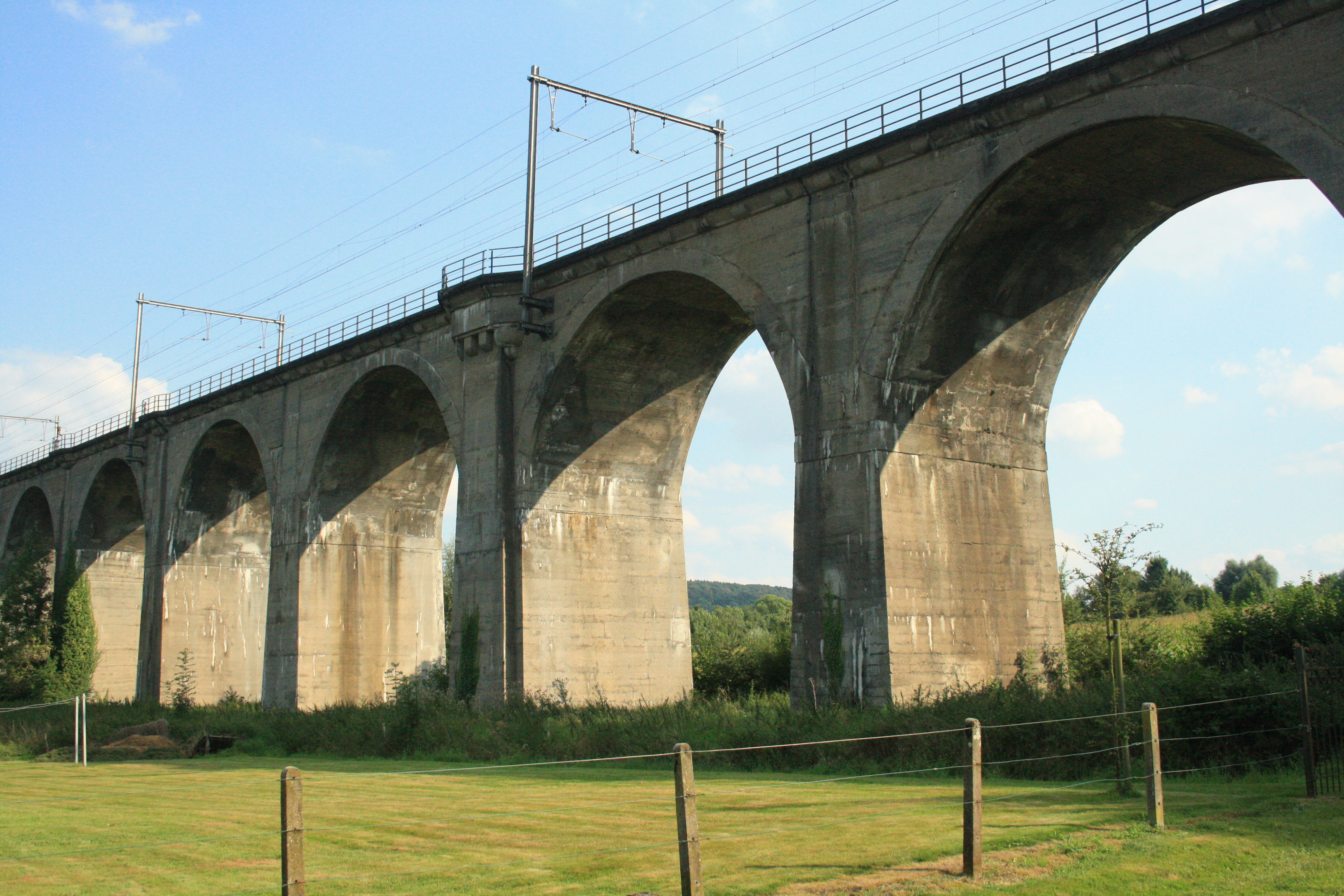
Gezicht op het oosten